# Autriche au Concours Eurovision de la chanson 2025
L'Autriche est l'un des trente-sept pays participants du Concours Eurovision de la chanson 2025, qui se tient du 13 au 17 mai 2025 à Bâle en Suisse.

Le pays est représenté par JJ avec sa chanson Wasted Love.

## Sélection
Le 30 Janvier 2025, l'ORF révèle la chanson Wasted Love comme représentante de l'Autriche au Concours Eurovision de la chanson 2025. La chanson est interprétée par JJ, pseudonyme de Johannes Pietsch et écrite par lui-même au côté de Teya, ayant représenté le pays au Concours Eurovision de la chanson 2023 (en duo lors de cette édition du concours avec Salena) et de Thomas Thurner.

## À l'Eurovision
Lors du Concours ayant eu lieu du 13 au 17 mai 2025, l'Autriche, ayant participé à la seconde demi-finale du 15 mai, se classa 5e et se qualifia pour la finale du 17 mai. Lors de la finale, elle gagna le concours, avec 436 points, remportant les votes des jurys nationaux avec 258 points et arrivant 4e du télévote avec 178 points. C'est la 3e victoire du pays après les éditions 1966 et 2014.